# ورونیکا ژیلکووا
ورونیکا ژیلکووا (چکی: Veronika Žilková؛ زادهٔ ۱۶ اکتبر ۱۹۶۱) بازیگر اهل جمهوری چک است.

از فیلم‌ها یا برنامه‌های تلویزیونی که وی در آن نقش داشته‌است، می‌توان به بفرمایید شام و  اوتسانک اشاره کرد.